# Kwan
Kwan – fiński zespół muzyczny grający pop-rock. Jego dwaj najbardziej rozpoznawalni członkowie to: Mari Liisa Pajalahti "Mariko" i Ossi Bah Tidiane "Tidjan".

## Dyskografia
Albumy
| Tytuł                  | Dane dot. albumu                                                | Pozycja na liście | Sprzedaż        | Certyfikat             |
| Tytuł                  | Dane dot. albumu                                                | FIN               | Sprzedaż        | Certyfikat             |
| ---------------------- | --------------------------------------------------------------- | ----------------- | --------------- | ---------------------- |
| Dynasty                | - Data: 18 kwietnia 2001 - Wydawca: Mercury/Universal Music     | 6                 | - FIN: 30 tys.+ | - FIN: platynowa płyta |
| The Die Is Cast        | - Data: 25 października 2002 - Wydawca: Mercury/Universal Music | 2                 | - FIN: 60 tys.+ | - FIN: platynowa płyta |
| Love Beyond This World | - Data: 5 listopada 2004 - Wydawca: Dynasty Recordings          | 10                | - FIN: 16 tys.+ | - FIN: złota płyta     |
| Little Notes           | - Data: 22 marca 2006 - Wydawca: Dynasty Recordings             | 9                 |                 |                        |

Single
| "Padam"                       | 2001 | 3  |                |                    | Dynasty                |
| "Microphoneaye"               | 2001 | 3  |                |                    | Dynasty                |
| "Late"                        | 2001 | 1  | - FIN: 5 tys.+ |                    | Dynasty                |
| "Rock Da House"               | 2001 | 13 |                |                    | Dynasty                |
| "I Wonder"                    | 2002 | —  |                |                    | The Die Is Cast        |
| "Rain"                        | 2002 | 1  | - FIN: 5 tys.+ | - FIN: złota płyta | The Die Is Cast        |
| "Shine"                       | 2002 | 4  |                |                    | The Die Is Cast        |
| "Chillin' At The Grotto"      | 2002 | 2  |                |                    | The Die Is Cast        |
| "Unconditional Love"          | 2004 | 1  |                |                    | Love Beyond This World |
| "Decadence Of The Heart"      | 2004 | —  |                |                    | Love Beyond This World |
| "Sharks In The Bloody Waters" | 2004 | —  |                |                    | Love Beyond This World |
| "Diamonds"                    | 2006 | 13 |                |                    | Little Notes           |
| "Tainted Love"                | 2006 | —  |                |                    | Little Notes           |
| "10 000 Light Years"          | 2009 | —  |                |                    | —                      |
| "—" singel nie był notowany.  |      |    |                |                    |                        |

## Nagrody i wyróżnienia
| Rok  | Kategoria            | Tytułem                | Nagroda    | Nota | Źródło |
| ---- | -------------------- | ---------------------- | ---------- | ---- | ------ |
| 2001 | Hiphop/dance-tulokas | Kwan                   | Emma-gaala | Laur | [ 16 ] |
| 2001 | Hiphop/dance-albumi  | Dynasty                | Emma-gaala | Laur | [ 16 ] |
| 2002 | Hiphop/dance-albumi  | The Die Is Cast        | Emma-gaala | Laur | [ 17 ] |
| 2004 | Pop-albumi           | Love Beyond This World | Emma-gaala | Laur | [ 18 ] |